# Covão Grande
Covão Grande es una localidad caboverdiana del municipio de São Salvador do Mundo.

## Geografía
La localidad está situada en la isla Santiago.

## Organización territorial
La localidad abarca los lugares y barrios de:
- Canária
- Covão Grande
- Cutelo
- Lém da Veiga
- Lém de Brito
- Lém Jorge
- Lém Tavares
- Manipo
- Mato
- Pedra Branco
- Pico Burmedju (Mato Afonso)
- Rebelo
- Subida